# Estoy hecho un chaval
Estoy hecho un chaval es una comedia española de 1976 dirigida por Pedro Lazaga, rodada en Madrid y protagonizada por Paco Martínez Soria.

## Argumento
Juan Esteban  es un veterano trabajador contable que recibe con alegría la noticia de que va a ser padre de nuevo. Pero, cuando se dispone a pedir un aumento de sueldo en la oficina donde trabaja desde hace cuarenta años, le comunican que van a jubilarlo. Pero él, que se siente todavía joven, no se resigna y, lleno de optimismo, decide buscar otro trabajo. Tras muchas pruebas acaba participando en un concurso de TVE presentado por Kiko Ledgard donde demuestra su maestría con los números.

## Reparto
- Paco Martínez Soria como Juan Esteban
- Queta Claver como Mercedes
- Rafaela Aparicio como Abuela
- Roberto Font como Felipe
- Alfredo Mayo como Don Amalio
- Antonio Ozores como Sr. Villancio
- Kiko Ledgard como él mismo
- José Yepes como Martínez